# Bresaola

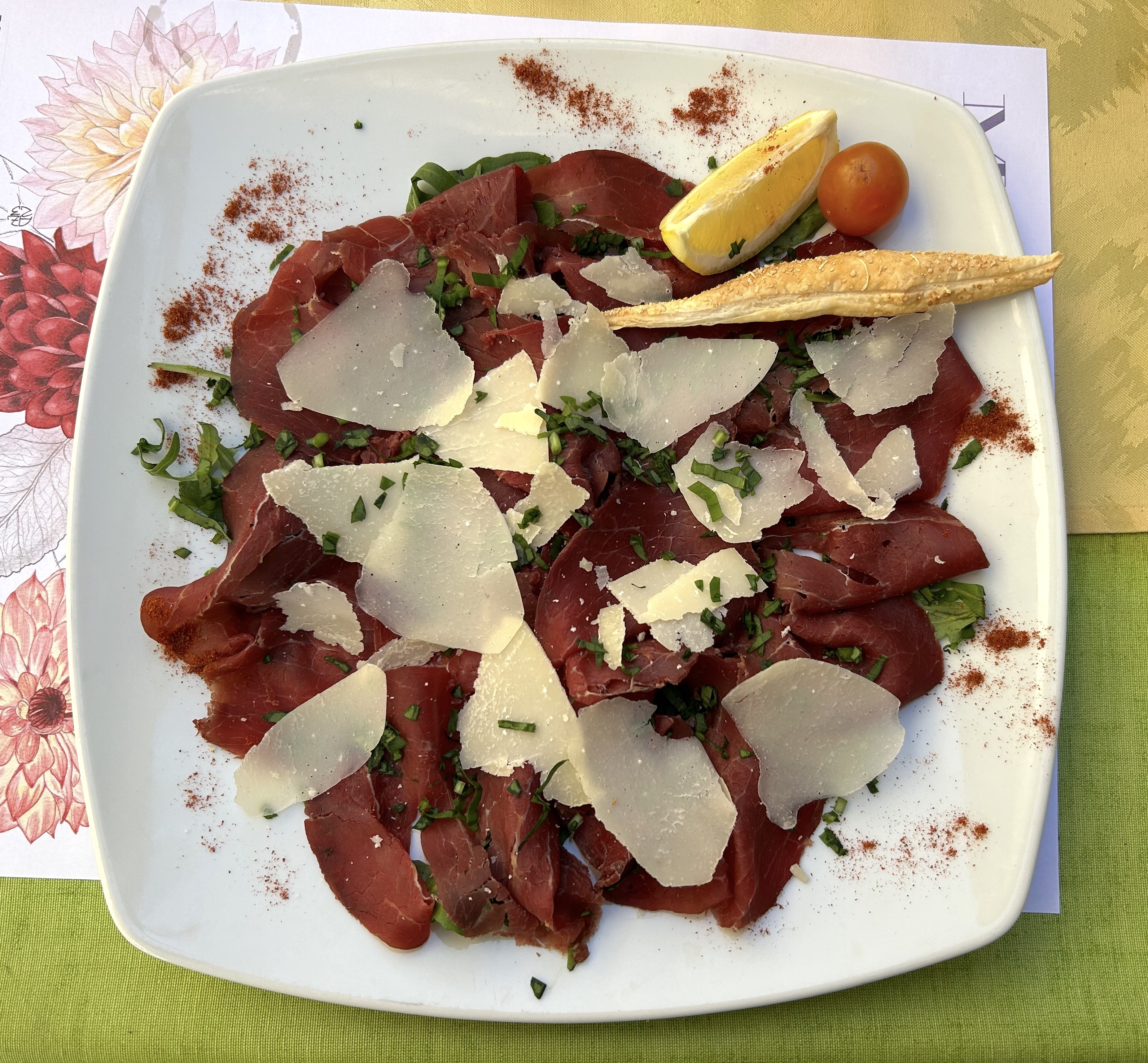
Bresaola mit Parmesan

Bresaola ([bre'zaola]) ist ein luftgetrockneter Rinderschinken aus Italien. Für diesen Schinken werden Stücke aus der Keule genommen. Er ist vom Geschmack milder und etwas zarter als das schweizerische Pendant Bündnerfleisch.
Die Bresaola stammt aus dem norditalienischen Veltlin, von 1512 bis 1798 ein Untertanenland des Freistaates der Drei Bünde. Diese führten das Herstellungsverfahren für Bündnerfleisch auch in der Region ein. Die Bezeichnung Bresaola della Valtellina ist seit 1996 als geschützte geographische Angabe (g.g.A.; italienisch IGP)  eingetragen.
Im Jahre 2006 wurden knapp 11.000 Tonnen Bresaola della Valtellina IGP produziert.
Bei Carpaccio di Bresaola werden die dünn aufgeschnittenen Scheiben mit einer Mischung aus Olivenöl, Zitronensaft und Pfeffer übergossen und mit scaglie di parmigiano (hauchdünne Späne aus Parmesan oder anderem Hartkäse) und Rucola dekoriert.